# علم دراسة الشكل الخارجي
علم دراسة الشكل الخارجي هو دراسة المظهر الخارجي  للكائن الحي. وهو عكس علم التشريح، الذي يشير إلى علم التشكيل الداخلي.  بينما كان سائدًا في وقت مبكر من علم الاحياء لم يعد علم دراسة الشكل الخارجي يدرس خصوصًا لانه مليء بآثار التطور التقاربي أو بسبب تطور مميزات متشابهة بين اصناف الكائنات الحية المتباعدة. وهو ينتج معلومات جديدة اقل عن الكائنات الحية من علم التشريح، وبالتالي المظهر الخارجي لاشكال الحياة عادة ما يتم دراسته كجزء من التحقيقات العامة في علم التشكل، على سبيل المثال  في سياق علم الوراثة العرقي.